# فرانك ماكبارتلين
فرانك ماكبارتلين (بالإنجليزية: Frank McPartlin)‏ هو لاعب كرة قاعدة أمريكي، ولد في 16 فبراير 1872 في هوسيك في الولايات المتحدة، وتوفي في 13 نوفمبر 1943.

## وصلات خارجية
- فرانك ماكبارتلين على موقعبيزبول رفرنس.كوم (الدوري الرئيسي) (الإنجليزية)
- فرانك ماكبارتلين على موقعبيزبول رفرنس.كوم (الدوري الثانوي) (الإنجليزية)